# Orchestre régional de Normandie
 (mars 2016).
L'Orchestre régional de Normandie est un orchestre de chambre français basé à Mondeville, près de Caen, créé en 1982.

## Histoire
Créé en 1982 à l'initiative de la région Basse-Normandie et du ministère de la Culture et de la Communication sous le nom d'Ensemble de Basse-Normandie, il devient ensuite Orchestre régional de Basse-Normandie puis prend son nom actuel en 2016 lors de la création de la région Normandie.

## Formation et projet artistique
L’Orchestre régional de Normandie est aujourd’hui une formation de 18 musiciens permanents, cordes, vents et piano. Assurant largement sa mission d’outil régional au service d’une politique culturelle du territoire, et plus particulièrement d’un territoire rural, l’Orchestre régional conforte aujourd’hui son projet structurel et artistique.
Sa configuration atypique le conduit toujours à s’interroger sur des enjeux artistiques qui se situent en marge de ceux habituellement posés par les autres orchestres permanents, qui, pour la majorité, sont constitués sur la base d’un répertoire musical existant.
La réflexion artistique à laquelle incite la formation de l’Orchestre régional de Normandie correspond aujourd’hui à celle de nombreux espaces de création. Qu’il s’agisse du théâtre, de la danse, des arts plastiques…, il semble à ce jour évident que l’Art est aussi la rencontre des arts, et que la confrontation des modes d’expression constitue un véritable espace de création. L’Orchestre, tel que constitué, permet d’aller à la découverte de ces espaces, et cette volonté fait la particularité de cette formation musicale permanente.
Le propos artistique de chacun de ses projets est  le défi lancé à une rencontre possible, à un enrichissement individuel et collectif, à une musique et à une pratique musicale à réinventer sans cesse.
A l’heure de l’excellence de la spécialisation, l'ensemble a fait le choix  de l’excellence de la diversité et de la « mixité » artistique. L’Orchestre régional est une magnifique formation d’artistes capable de répondre non seulement à des objectifs territoriaux, mais aussi à une exigence artistique parfaitement inscrite au cœur des enjeux culturels actuels.
En novembre 2021, Hervé Morin annonce sa volonté de fusionner en un ensemble unique l'orchestre régional de Normandie avec celui de l'Opéra de Rouen-Normandie à l'horizon 2023. Après plusieurs sessions de discussions en vue de cette fusion, les musiciens des deux orchestres manifestent leur désaccord en quittant les discussions et en se mettant en grève, une première pour l'orchestre régional en 40 ans. Parmi les craintes, celle d'un déséquilibre entre Rouen et Caen qui serait acté, ainsi que la pérennité de l'orchestre régional et de sa mission de mailler le territoire, alors qu'il serait prévu que l'orchestre servirait de supplétif à l'Opéra de Rouen trois mois par an, au détriment de sa programmation axée vers les territoires éloignés des grandes villes. La fusion est effective en septembre 2024.